# Roel Vermeulen
Roel Vermeulen (Made, 14 oktober 1970) is een Nederlandse wetenschapper op het gebied van Milieu-epidemiologie en Exposoom analyse.  Sinds 2017 is hij als hoogleraar verbonden aan het Institute for Risk Assessment Sciences (IRAS) van de Universiteit Utrecht en het Julius Centrum van  het Universitair Medisch Centrum Utrecht. In 2024 werd hij benoemd tot universiteitshoogleraar van de Universiteit Utrecht. In deze rol richt hij zich op het thema planetaire en preventieve gezondheid. 

## Carrière
Roel Vermeulen studeerde Milieuwetenschappen aan de Wageningen University & Research en promoveerde in 2001 aan de Universiteit Utrecht. In zijn zes jaar als onderzoeker aan het National Cancer Institute (NCI) in de Verenigde Staten onderzocht hij de relatie tussen omgevingsfactoren, moleculaire veranderingen en het ontstaan van kanker. In 2006 kwam hij terug naar de Universiteit Utrecht, waar hij bij het Institute for Risk Assessment Sciences (IRAS) de onderzoeksgroep One Health Chemical leidt.
Naast zijn werk bij de Universiteit Utrecht leidt hij de planetaire gezondheid onderzoeksgroep bij het Julius Centrum van het Universitair Medisch Centrum Utrecht. 
Vermeulen is sinds januari 2024 wetenschappelijk directeur van het Institute 4 Preventive Health van de EWUU alliantie van de Technische Universiteit Eindhoven, Wageningen University & Research, Universiteit Utrecht en het Universitair Medisch Centrum Utrecht. Hij is voorzitter van de Utrecht Life Sciences community voor planetaire gezondheid en is een van de initiatiefnemers van de Data- en Kennishub Gezond Stedelijk Leven (DKH GSL). Ook is hij bestuurslid van het landelijk expertisecentrum stoffengerelateerde beroepsziekten (LEXCES). In het Verenigd Koninkrijk bekleedt hij een gasthoogleraarschap bij het Imperial College London. 
Vermeulen heeft zitting gehad in internationale commissies, waaronder de WHO en het National Toxicology Program in de VS. Hij was meer dan 12 jaar lid van de Nederlandse Gezondheidsraad en is auteur/coauteur van meer dan 800 academische publicaties.

## Onderzoek
Zijn wetenschappelijk onderzoek richt zich op milieurisicofactoren voor niet-overdraagbare ziekten, met een sterke nadruk op de integratie van epidemiologie, hoogwaardige blootstellingsbeoordeling/exposoom analyse en moleculaire biologie in multidisciplinaire onderzoeken. 
Vermeulen coördineert het Nederlandse onderzoeksprogramma over het exposoom (Exposome-NL), leidt een EU-project (EXPANSE) als onderdeel van het European Human Exposome Network, coördineert de Nederlandse hub van de Europese infrastructuur voor Exposoomonderzoek (EIRENE-NL), is co-coördinator van het International Human Exposome Network (IHEN) en coördineert een EU-project over micro- en nanoplastics (AURORA). Hij is de hoofdonderzoeker van verschillende omvangrijke case-control en prospectieve (biobank) studies.

## Subsidies en erkenning
Vermeulen heeft meerdere subsidies voor zijn onderzoek ontvangen. Zo ontving hij in 2019 een NWO Zwaartekrachtsubsidie van 17,5 miljoen euro voor het programma Exposome-NL. In dit consortium werken onderzoekers van verschillende disciplines, universiteiten en medische centra samen om te onderzoeken welke omgevingsfactoren belangrijk zijn voor gezondheid en ziekte en hoe deze factoren met elkaar samenhangen. Een jaar later ontving hij een EU-Horizon 2020 grant van 12 miljoen euro voor het EXPANSE project, waarin ruim 20 Europese universiteiten en bedrijven onderzoek doen naar de invloed van omgevingsfactoren op onze gezondheid in een stedelijke omgeving. In 2021 ontving Vermeulen samen met hoogleraar Thomas Hankemeier een NWO Groot-beurs voor Exposome-Scan: een laboratorium dat onderzoekers uit heel Nederland de mogelijkheid geeft om het exposoom te onderzoeken.
In 2022 ontving Vermeulen de Nutrim Career Award en in 2013 de Alice Hamilton Award for Occupational Safety and Health, de Charles C. Shepard Science Award en de Thomas Bedford Memorial Prize.
Op 26 maart 2021 sprak Roel Vermeulen ter gelegenheid van de 385ste verjaardag (Dies natalis) van de Universiteit Utrecht de Diesrede uit.